# Samsiadade V
Samsiadade V (Shamshi-Adad V) foi rei da Assíria de 824 a 811 a.C. foi filho e o sucessor de Salmanaser III, o marido de Samuramate (por alguns historiadores identificada com a rainha Semíramis), e o pai de Adadenirari III, que o sucedeu no trono.
Os primeiros anos de seu reinado foram muito conturbados, o seu pai estava envelhecido e deixou-lhe um reino envolto em revoltas conduzidas pelo seu outro filho Assurdaninpal. A rebelião durou até 820 a.C. enfraquecendo o Império Assírio e sua coroa; esta fraqueza continuou a revelar-se no reino até as reformas de Tiglate-Pileser III. Mais tarde, já com o poder mais consolidado no reino, Samsiadade V fez guerra contra a Mesopotâmia do sul, e fez um tratado com o rei da Babilónia Marduquezaquirsumi I.